# 大東水害訴訟
大東水害訴訟（だいとうすいがいそしょう）とは、1972年（昭和47年）7月に大阪府大東市において大雨（昭和47年7月豪雨）による洪水で市内を流れる寝屋川が氾濫し、同市内の低湿地帯の居住世帯が床上浸水の被害を受けた災害に由来する訴訟。

## 大東水害訴訟
この災害で床上浸水などの被害を受けた住民は一級河川谷田川（たんだがわ・寝屋川の支流）の治水に瑕疵があったのが被害の原因だとして、国家賠償法第2条に基づく損害賠償を求め、国、大阪府、大東市を被告として提訴した。

### 争点
自然公物である河川の設置・管理に瑕疵が認められるかどうかの基準内容。

## 判決
訴訟は最高裁まで争われ、1984年（昭和59年）1月26日に最高裁判所は以下のような判決を出した。
を判断基準として、改修計画が進んでいない河川については、その計画に不合理な点がなく、後に変更すべき特段の事情が発生しない限り、未改修の部分で水害が発生しても、河川管理者たる国には損害を賠償する責任はないと判決した。
（参照:最1判昭59・1･26民集2号53頁）

## 影響
この判決はその後の水害訴訟（9.12水害など）で踏襲され、多摩川水害訴訟における1990年（平成2年）12月13日の判決で付加意見が出されるまで、行政責任をより限定的に解釈する「水害訴訟冬の時代」が続くことになる。